# Euxoa cervinea
Euxoa cervinea är en fjärilsart som beskrevs av Smith 1910. Euxoa cervinea ingår i släktet Euxoa och familjen nattflyn. Inga underarter finns listade i Catalogue of Life.